# Catedral de San Martín (Utrecht)
La Catedral de San Martín o la Catedral de Utrecht (en neerlandés: Dom van Utrecht) es un edificio religioso que fue la catedral de la diócesis de Utrecht en los Países Bajos durante la Edad Media. Fue alguna vez la iglesia más grande de los Países Bajos hasta 1674, estando dedicada a San Martín de Tours, año en el que la nave central colapsó tras una fuerte tormenta, no siendo nunca reconstruida. Se trata de una de las dos catedrales del país anteriores a la Reforma protestante, junto a la catedral en Midelburgo, Provincia de Zelanda. Originalmente un templo católico, ha sido un templo protestante desde 1580. El edificio es la única iglesia en los Países Bajos que se parece mucho al estilo gótico clásico desarrollado en Francia. Todas las otras iglesias góticas en los Países Bajos pertenecen a una de las muchas variantes regionales. A diferencia de la mayoría de sus predecesores franceses, la catedral tiene una sola torre que alcanza 112 m de alto, y que es el sello distintivo de la ciudad.
La Iglesia Católica de los Países Bajos se mantuvo fuerte en Utrecht después de la Reforma, pero fue obligada a practicar el culto discretamente en capillas ocultas (schuilkerken). Una de estas capillas, Santa Gertrudis, más tarde se convirtió en la catedral principal del viejo arzobispado católico de Utrecht.
Cuando en 1853 la Iglesia católica volvió a establecer su jerarquía episcopal en los Países Bajos, la antigua iglesia de Santa Catalina de los Carmelitas se convirtió en la nueva catedral católica de Utrecht.

## Galería

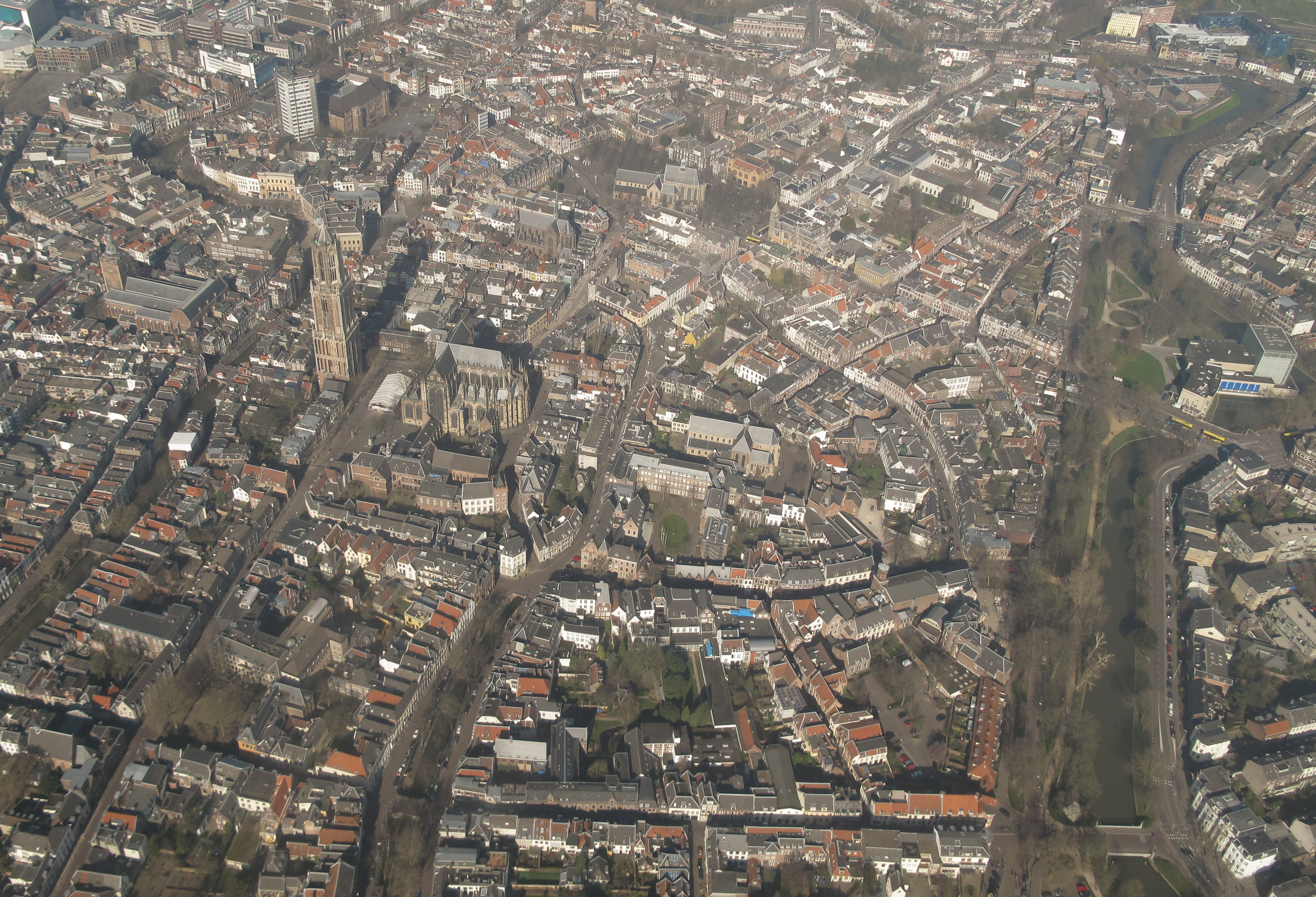
El centro con la catedral de San Martín
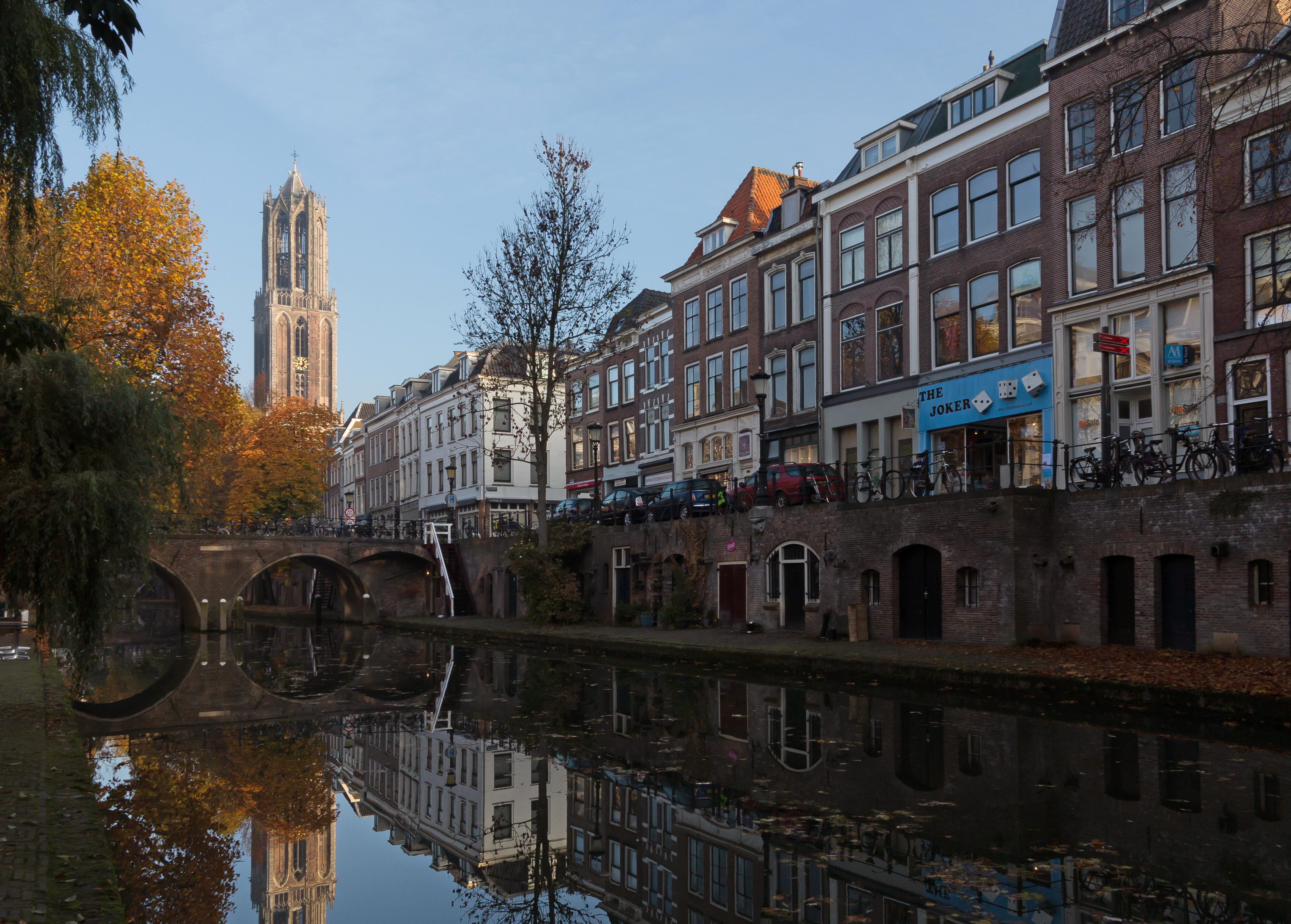
La torre de la catedral desde Oudegracht
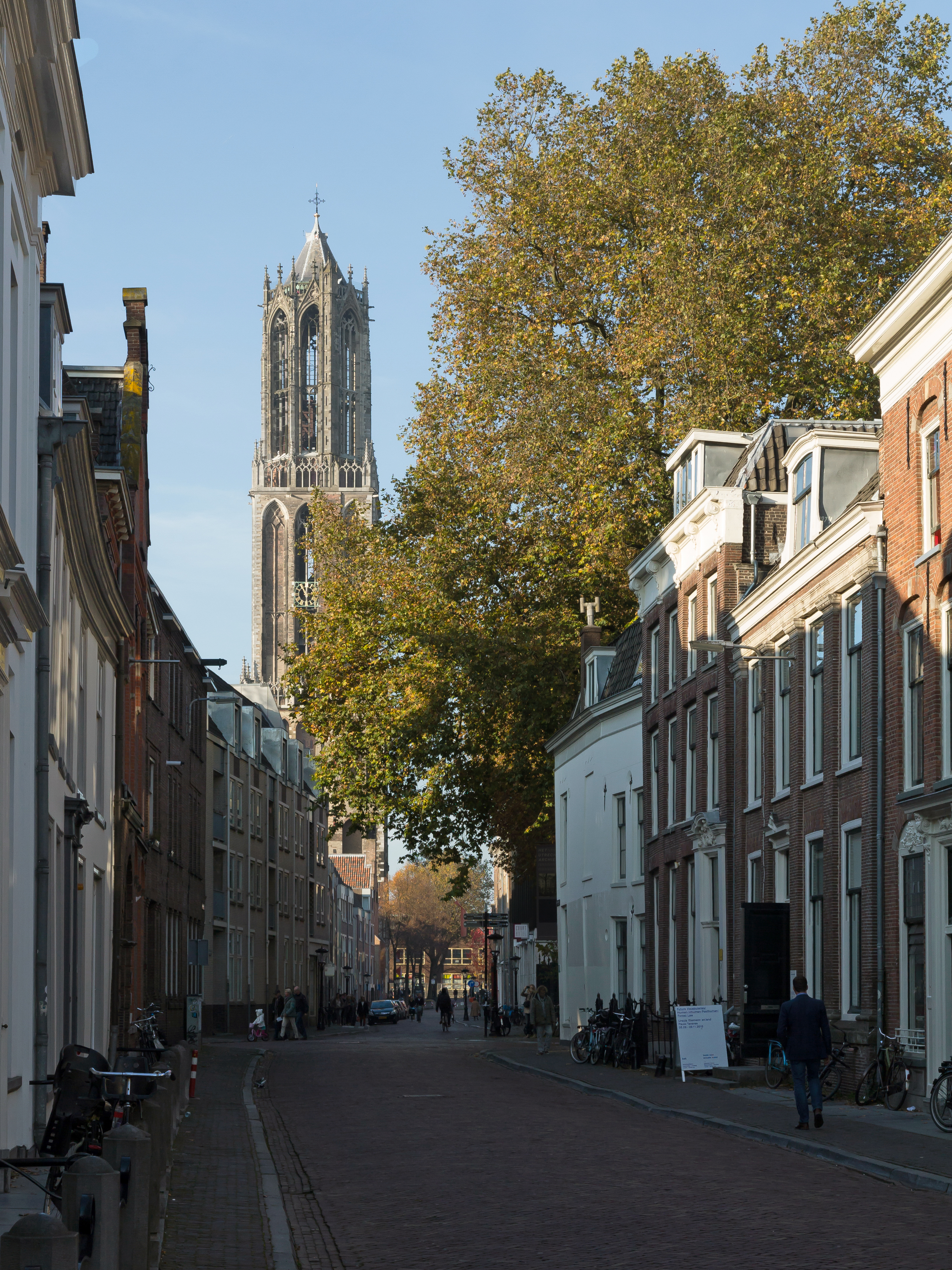
La torre de la catedral desde la Lange Nieuwstraat
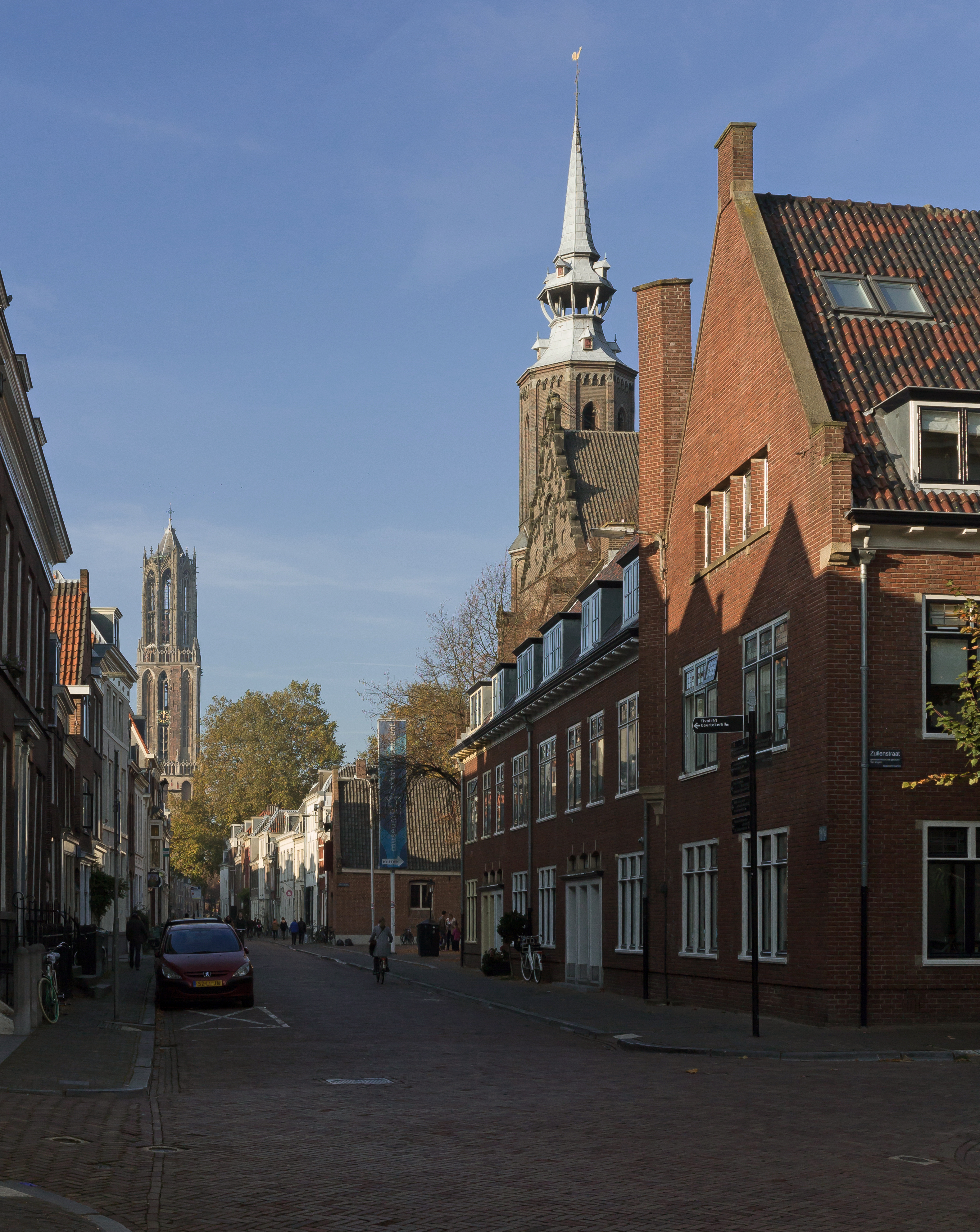
La catedral de Santa Catalina con la torre de la iglesia (Domtoren)